# Hult, Ervalla
Hults säteri ligger öster om Järleån i Ervalla sockens nordvästra hörn. Huvudbyggnadenär av trä och renoverades 1948. Den har en våning med ett mittparti om två våningar. Egendomen omfattar 105 ha varav 30 ha åker och 75 ha skog (1949).
Hult har anor från medeltiden. Den äldste kände ägaren var Laurens (Lars) Ringmagher, bergsfogde i Noraskoga. Han donerade 1420 den västra gården i Hult till Strängnäs domkyrka. För en utförlig ägarelängd, se Svenska Län.
På gårdens ägor, vid Ringefors (nuvarande Ringholmen), anlades på 1550-talet en stångjärnshammare. Den flyttade på 1560-talet till Järle, högre upp vid Järleån.